# Новоросійський
Новоросі́йський (рос. Новороссийский) — селище у складі Рубцовського району Алтайського краю, Росія. Адміністративний центр Новоросійської сільської ради.

## Населення
Населення — 622 особи (2010; 670 у 2002).
Національний склад (станом на 2002 рік):
- росіяни — 91 %